# Campo de concentración de Hinzert
El campo especial de Hinzert (SS-Sonderlager Hinzert) o campo de concentración de Hinzert (Konzentrationslager Hinzert, KZ Hinzert) fue un campo de concentración nazi situado cerca del municipio de Hinzert-Pölert en Renania-Palatinado, Alemania, a 30 km de la frontera con Luxemburgo. 
Entre 1939 y 1945, 13600 prisioneros políticos de edades entre los 13 y 80 años fueron encerrados en Hinzert. Muchos estaban en tránsito hacia campos de concentración mayores, donde la mayoría habrían de morir. Sin embargo, un número significativo de presos fueron ejecutados en Hinzert. El campo era administrado y guardado principalmente por la SS, que se distinguió por su brutalidad y locura, como atestiguan los supervivientes de Hinzert.

## Los prisioneros del Campo
Se estima que unos 13.600 prisioneros pasaron por Hinzert. Los primeros presos fueron trabajadores alemanes que habían trabajado en la Línea Siegfried y mostrado lo que se llamó comportamiento anti-social. Poco después el campo se usó para albergar a trabajadores forzados de los países ocupados. A principios de 1941 se envió a grandes grupos de prisioneros, principalmente presos políticos de Luxemburgo y Francia. Se envió también a otros presos, sobre todo trabajadores forzados y prisioneros de guerra, de Polonia y la Unión Soviética. Desde el 7 de diciembre de 1941, al firmarse el decreto Nacht und Nebel, los presos NN pasaron por Hinzert de camino a campos de concentración mayores, para acabar desapareciendo en ellos.

## Memorial
El 10 de diciembre de 2005 se abrió un memorial en el emplazamiento del antiguo campo. El memorial ha sido diseñado por el estudio de arquitectura Wandel Hoefer Lorch & Hirsch y el moderno edificio metálico alberga una exposición permanente de objetos, fotos y notas explicativas.

### Galería de imágenes

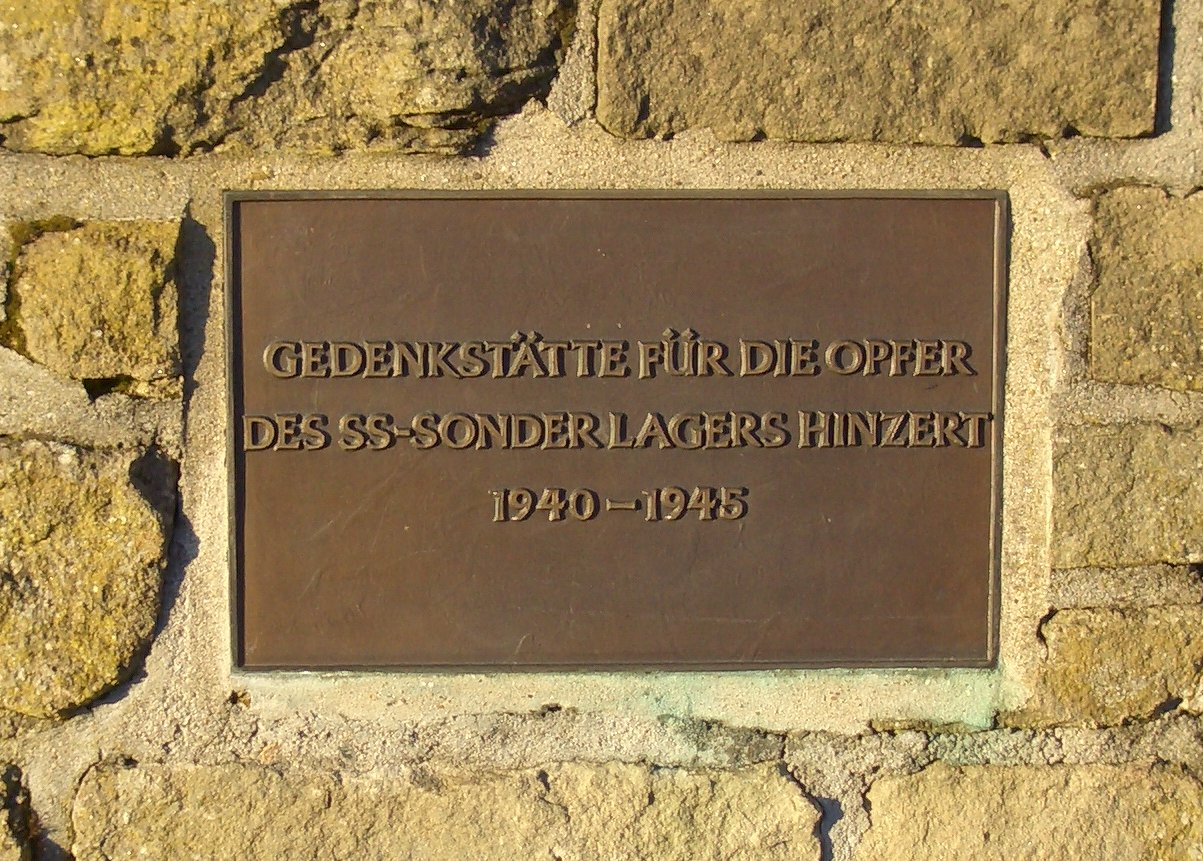
Placa en la entrada
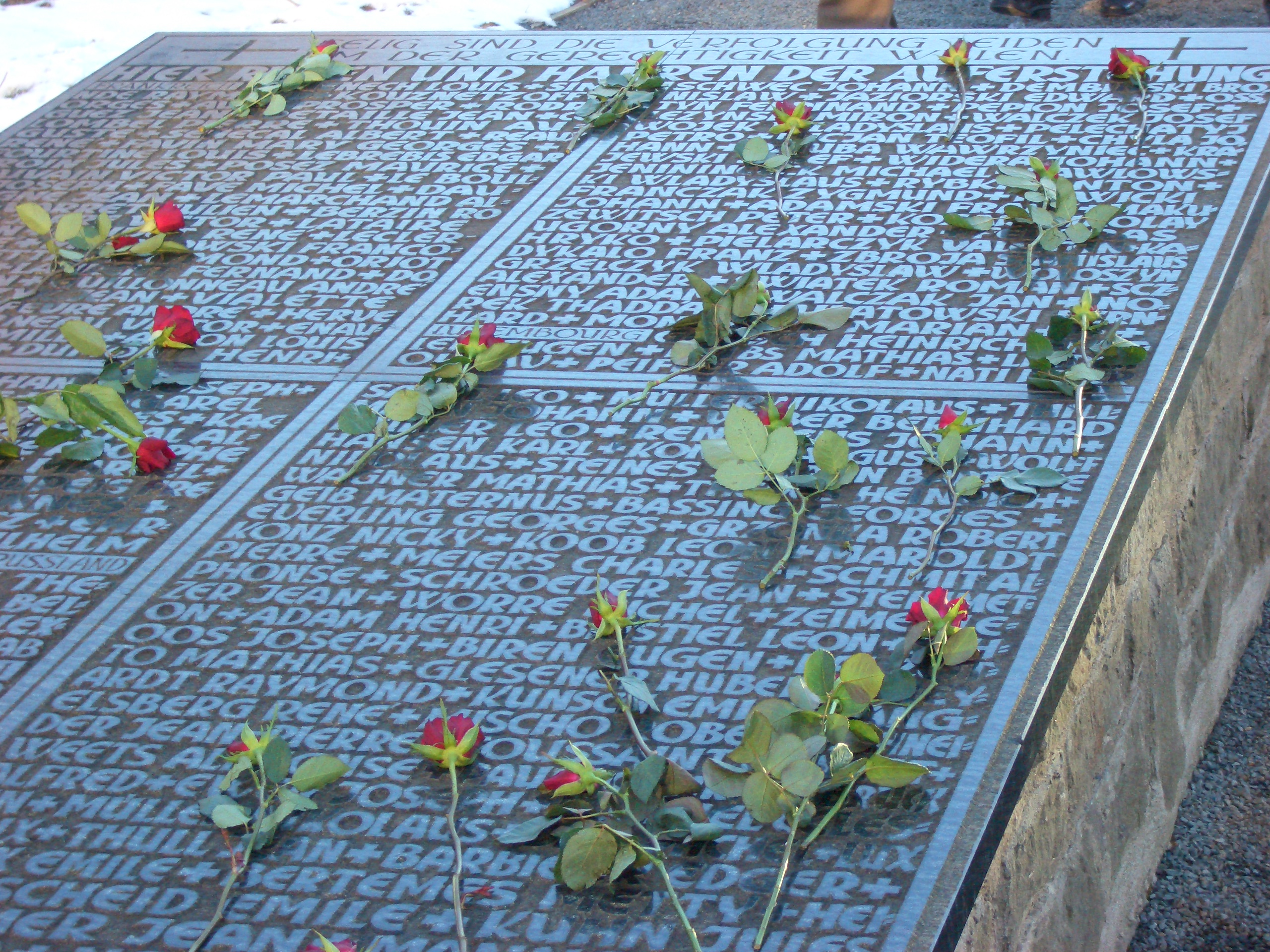
Catafalco dedicado a 321 víctimas
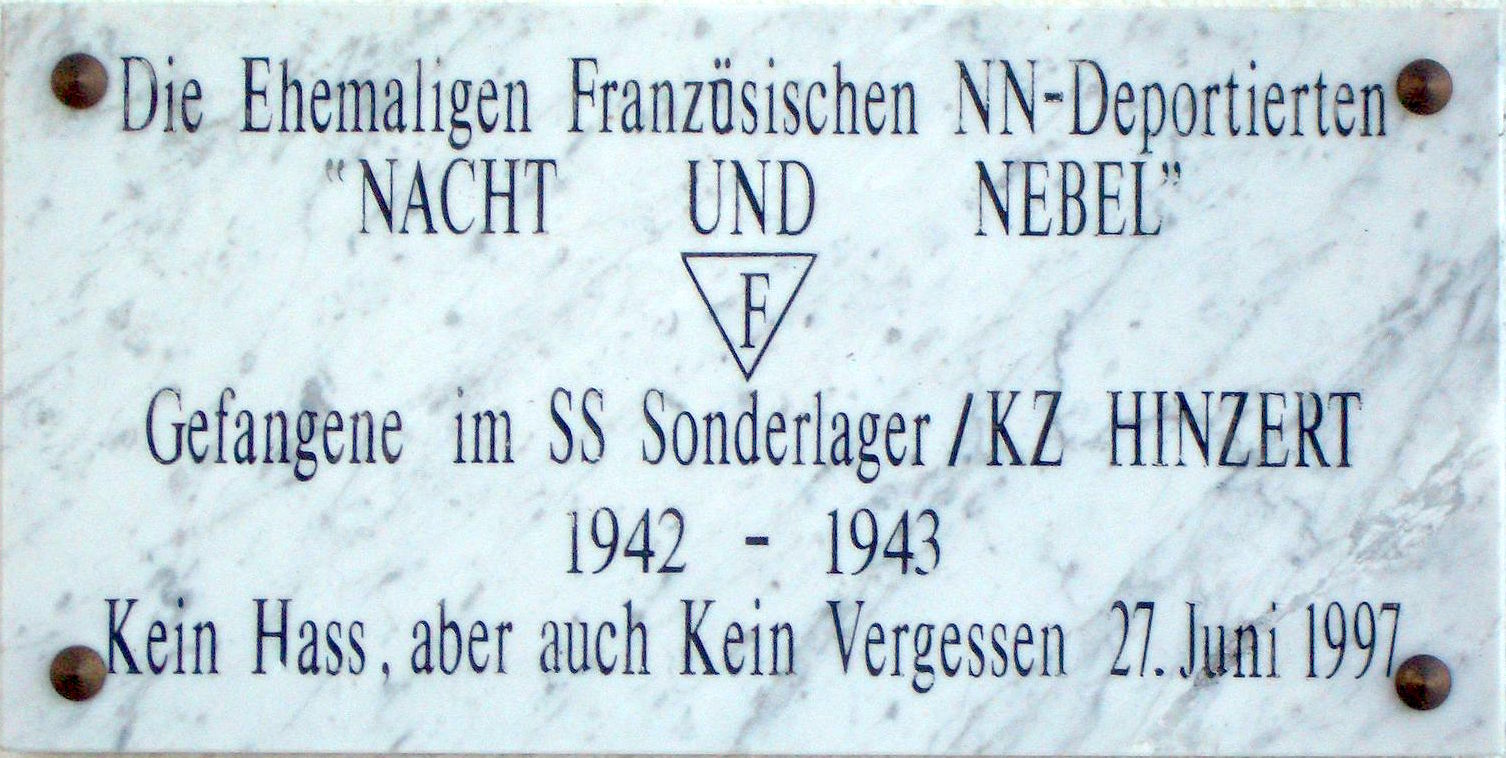
Placa conmemorativa de las víctimas francesas supervivientes
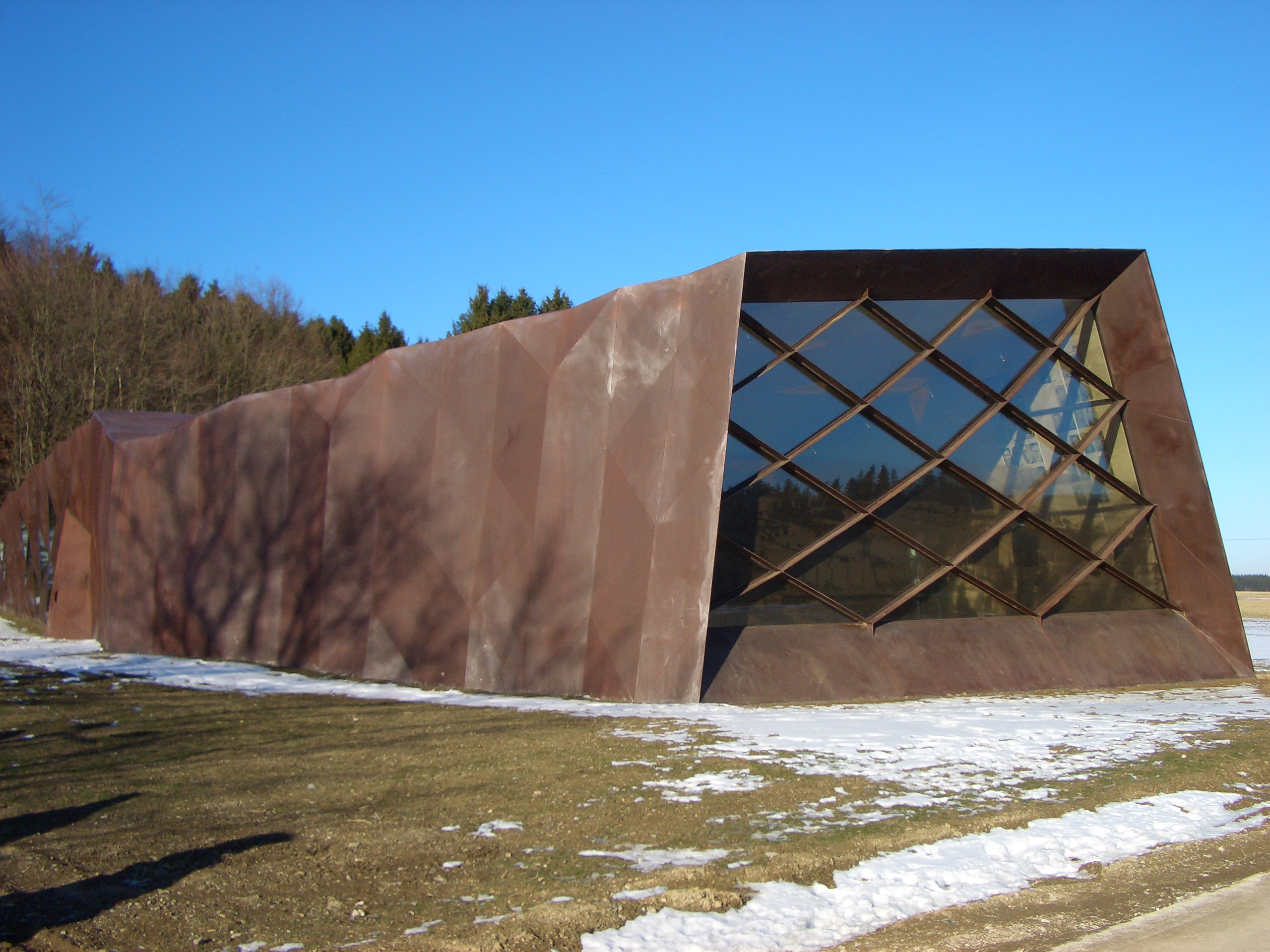
Centro de documentación
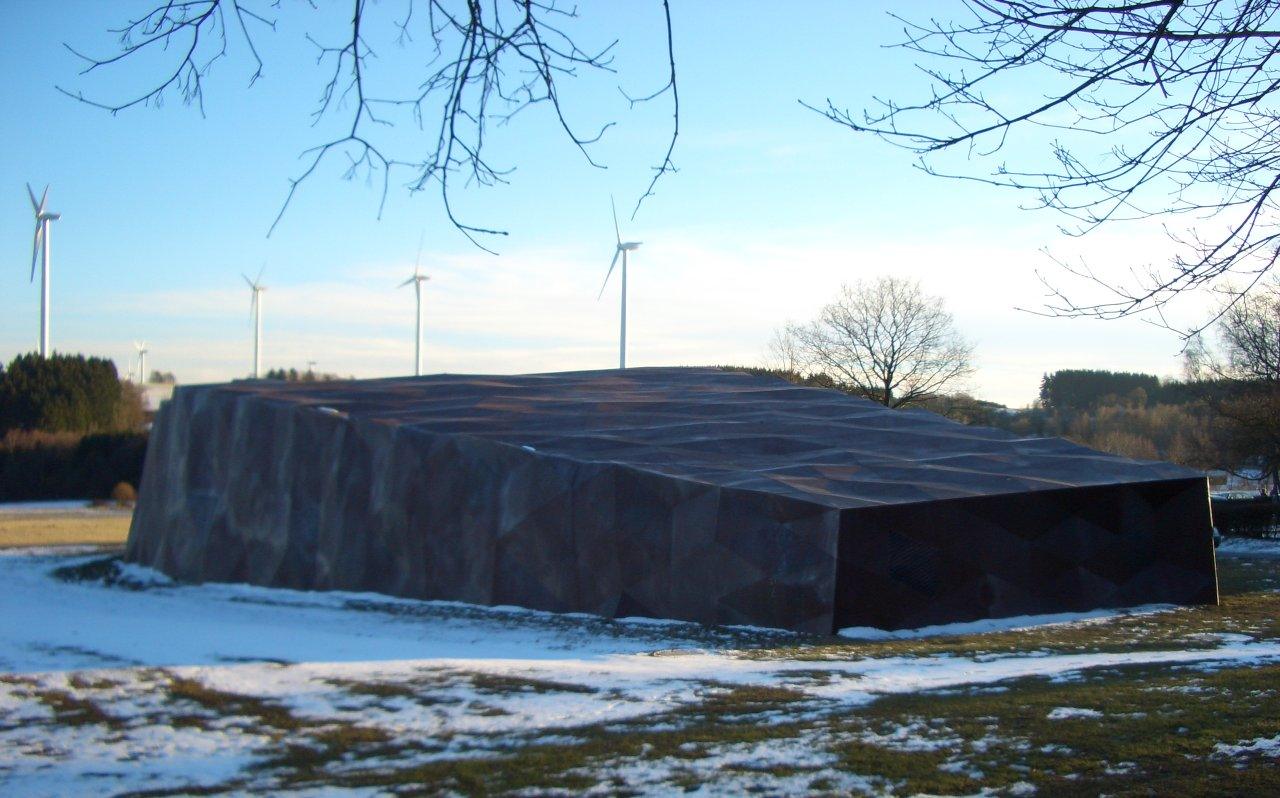
El centro de documentación desde su parte posterior
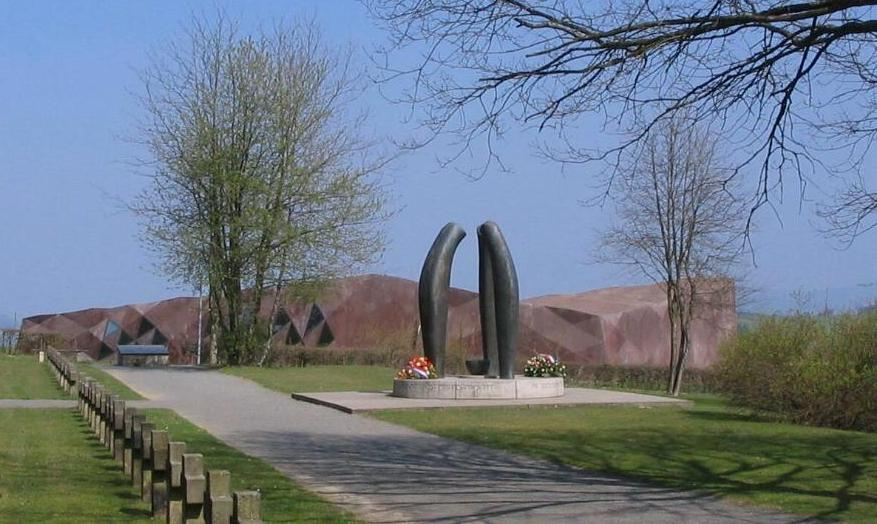
Centro de memoria y documentación